# Georges (chanson)
Pour les articles homonymes, voir Georges.
Singles de Pat Simon
Itchy koo koo / Sprich nicht von Gestern
(1972)
Singles de Sylvie Vartan
Petit rainbow
(1977) Disco Queen
(1978)
Clip vidéo
Georges (archive INA, 1977)
Georges (archive INA, 1978)
sur YouTube
George (Disco Tango) est une chanson, initialement publié par la chanteuse allemande Pat Simon en anglais en 1977,, après une pause de cinq ans dans sa carrière.
Cette même année, la chanson a été enregistrée en français (sous le titre Georges) par Sylvie Vartan, qui l'a sortie sur son album Georges et en single.

## Composition
La chanson originale a été écrite par Thomas Strasser, Pat Simon et Colin Hall. Elle a été adaptée en français par Pierre Billon et Michel Mallory.
La version de Sylvie Vartan a été produite par Jacques Revaux.

## Performance commerciale
Selon la section « Hits of the World » du magazine américain Billboard, la chanson a atteint au moins le top 10 en France.

## Liste des pistes

### Version de Pat Simon
Single 7" George (Disco Tango) Part I + II (1977, Germany, UK, Italy, France, Netherlands, etc.)
A. George (Disco Tango) Part I (3:18)
B. George (Disco Tango) Part II (3:08),

### Version de Sylvie Vartan
Single 7" PB 8140 (France, Belgium, Portugal, etc.)
A. Georges (Georges Disco Tango) (3:25)
écrit par C. Hall, P. Simon, T. Strasser / Michel Mallory, Pierre Billon (adaptation)
B. Arrete de rire (Sail On) (4:00)
écrit par J.M. Rivat, H. Warren